# ماركوس بيريز خيمينيز
ماركوس بيريز خيمينيز (بالإسبانية: Marcos Evangelista Pérez Jiménez) (و. 1914 – 2001 م) هو جندي من فنزويلا ولد في فنزويلا.

## روابط خارجية
- ماركوس بيريز خيمينيز على موقع الموسوعة البريطانية (الإنجليزية)
- ماركوس بيريز خيمينيز على موقع مونزينجر (الألمانية)
- ماركوس بيريز خيمينيز على موقع أوليمبيديا (الإنجليزية)